# Oberwaltersdorf
Oberwaltersdorf es un municipio en el distrito de Baden en Baja Austria (Austria). Está situado a 9 km al este de Baden y  25 km al sur de Viena (por la carretera B 12. Está comunicado también por una línea de ferrocarril (Aspangbahn).
Su Alcalde (elegido en 2005) es Helmut Wodtawa (SPÖ).
La empresa austriaco-canadiense Magna tiene su sede para Europa en ella.
- Datos: Q666775
- Multimedia: Oberwaltersdorf / Q666775

1. ↑  Worldpostalcodes.org, código postal n.º 2522.